# Programa Europeo sobre el Cambio Climático
El Programa Europeo sobre el Cambio Climático (PECC) fue iniciado en junio de 2000 por la Comisión Europea para reducir las causas del cambio climático.
El objetivo del PECC es identificar, desarrollar y poner en práctica todos los elementos necesarios de una estrategia de la Unión Europea (UE) para aplicar el Protocolo de Kioto. Su ratificación por todos los Estados miembro de la UE fue presentadas de forma simultánea el 31 de mayo de 2002.
En 1996, la UE adoptó el objetivo de conseguir que como máximo la temperatura media mundial no subiera de los  2 °C  por encima de los niveles preindustriales. Desde entonces, los líderes europeos reafirmaron este objetivo varias veces. Debido a los esfuerzos limitados en la mitigación del cambio climático a nivel mundial es poco probable que se pueda lograr este objetivo mundial y la UE podría verse obligada a aceptar una meta menos ambiciosa o cambiar el paradigma de su política climática.

## Vehículos
En el marco del Programa Europeo sobre el Cambio Climático, la Comisión Europea presentó a mediados del 2006 una Comunicación al Parlamento Europeo y al Consejo Europeo sobre una estrategia comunitaria revisada para reducir el CO2 de las emisiones de los vehículos ligeros. Esta revisión se basa en una evaluación exhaustiva del impacto del objetivo comunitario actual de 120 g de CO2/km para las emisiones medias de la flota de vehículos y las posibles medidas que podrían formar parte de una estrategia revisada sobre la base de un enfoque integrado de la reducción de emisiones de CO2.
El 7 de febrero de 2007, la Comisión Europea anunció planes para una nueva legislación que requieren que el promedio de las emisiones de dióxido de carbono  de los vehículos producidos en 2012 no superarían los 130 g/km. Esto es un poco más elevado que la meta de 120, lo que corresponde a 4,5 L/100 km de diésel y 5 L /100 km en los motores de gasolina.
En marzo de 2011, la Comisión Europea presentó la Hoja de ruta para un espacio europeo único de transportes, que muestra las vías para lograr una reducción del 60% en los gases de efecto invernadero de todos los modos de transporte en 2050.